# KFJOB – Veszprém bis Promontor
Die VESZPRÉM bis PROMONTOR waren Dampflokomotiven der Kaiser Franz Joseph-Orientbahn (KFJOB).
Bei der Südbahngesellschaft, die die KFJOB übernahm, erhielten sie 1861 die Reihenbezeichnung SB alt 26; 1864 wurden sie Reihe SB 32, 1867 Reihe SB 23 II.
Die Maschinen wurden von der Wiener Neustädter Lokomotivfabrik geliefert.
Sie hatten Außenrahmen, Hallsche Kurbeln und Außensteuerung.
Als erste österreichische Lokomotiven hatten sie eine Art Schutzdach für das Lokpersonal.
Sie erhielten die Namen VESZPRÉM, MORTONVÁSÁR, NYÉK, VARASDIN und PROMONTOR.
Die Loks wurden zunächst in Pragerhof, ab 1869 aber in Kanizsa stationiert.
Sie wurden zwischen 1894 und 1897 ausgemustert.